# معامله (فیلم ۲۰۰۵)
معامله (به انگلیسی: The Deal) فیلمی محصول سال ۲۰۰۵ و به کارگردانی هاروی کان است. در این فیلم بازیگرانی همچون کریستین اسلیتر، سلما بلر، جان هرد، کلم فیور، انجی هارمون، رابرت لوجا، فرانسوا ییپ و مایک دوپود ایفای نقش کرده‌اند.